# بيني بريسكو
بيني بريسكو (بالإنجليزية: Bennie Briscoe)‏ مواليد 08 فبراير 1943 في أوغستا، جورجيا، الولايات المتحدة - الوفاة 28 ديسمبر 2010 في فيلادلفيا، كان ملاكم أمريكي سابق صنّف ضمن فئة الوزن المتوسط.

## إحصائيات
خاض خلال مسيرته 96 نزالا، فاز في 66 وتعادل في 5 وخسر في 24. فاز بالضربة القاضية في 53 نزالا.

## روابط خارجية
- بيني بريسكو على موقع بوكس ريك (الإنجليزية) (registration required)